# Fort Worth Cats
I Fort Worth Cats sono una squadra delle leghe minori di baseball, con sede a Fort Worth. La squadra è membro della American Association e non è affiliata a nessuna formazione della Major League Baseball. Sotto la gestione di Wayne Terwilliger (2005) e Stan Hough (2006-7) vinse l'edizione 2005 della Central Baseball League e nel 2006 e 2007 l'American Association. I Cats giocano in casa a LaGrave Field.

## Fort Worth Panthers
I Ft. Worth Panthers, chiamati anche Ft. Worth Cats, giocarono nella Texas League dalla sua fondazione nel 1888 fino al 1959.  Vinsero il campionato nel 1895, 1905, e 1906, facendo poi filotto nel periodo 1920 - 1925. In questi anni batterono sempre i campioni della Southern Association nelle Dixie Series, tranne che in una stagione.
A cavallo fra gli anni '10 e '20 varie squadre della Major League Baseball giocarono a Fort Worth contro i Panthers.  I fan del Texas poterono così ammirare campioni come Ty Cobb, Babe Ruth, Lou Gehrig e Rogers Hornsby.
I Panthers ebbero una striscia vincente dal 1919 al 1925 quando vinsero la stagione regolare per sette anni di fila. Nel 1919 però non riuscirono a conquistare il titolo. Nei sei anni successivi rappresentarono la Texas League nelle Dixie Series, un titolo in palio fra i campioni della Southern e della Texas Leagues.  Ft.Worth ne vinse cinque, perdendo solamente nel 1922 con Mobile. 
I Panthers vinsero poi sia la Texas League che le Dixie Series nel 1930, 1937 e 1939.  Rogers Hornsby era il presidente nel 1942, ma la Seconda guerra mondiale mise fine a buona parte delle minor leagues.
Dopo la guerra i Panthers si affiliarono ai Brooklyn Dodgers. Nel 1948 i Dodgers mandarono Bobby Bragan a gestire la squadra, che vinse le sue ultime Texas League e Dixie Series.  Il primo afroamericano a giocare per i Panthers fu Maury Wills nel 1955.
Quando i Dodgers si spostarono a Los Angeles nel 1957, Ft. Worth si legò ai Chicago Cubs.  Nel 1959 Ft. Worth lasciò la Texas League per l'American Association, e si fuse con Dallas l'anno successivo, togliendo così il baseball a Ft. Worth.

## Oggi
I nuovi Cats iniziarono a giocare nel 2001. Il proprietario Carl Bell commissionò un nuovo stadio da costruirsi al posto del precedente. Il 23 maggio 2002 i Cats inaugurarono la stagione al tradizionale LaGrave Field nella loro nuova casa.  Aspettando di giocare nel nuovo stadio, le partite si tenevano al Lon Goldstein Field.
Sotto la gestione di Wayne Terwilliger i Cats batterono San Angelo nella finale 2005 della Central Baseball League. L'anno successivo si ripetono nell'American Association con un 3-2 ai St. Paul Saints.
Stesso copione nel 2007, quando St. Paul Saints perde 4-1 nella finale dell'American Association Championship.

## Titoli vinti recentemente
| Year | League                  | Manager           |
| ---- | ----------------------- | ----------------- |
| 2007 | American Association    | Stan Hough        |
| 2006 | American Association    | Stan Hough        |
| 2005 | Central Baseball League | Wayne Terwilliger |

## Numeri ritirati
- Numero 4 vestito da Duke Snider nel 1946 - Ritirata il 23 maggio 2003
- Numero 10 vestito da Bobby Bragan che ha giocato e diretto dal 1948 al 1952 - Ritirata il 21 maggio 2004
- Numero 6 vestito da Maury Wills nel 1955 - Ritirata il 18 giugno, 2005
- Numero 1 vestito da Sparky Anderson nel 1955 - Ritirata il 17 giugno 2006
- Numero 42 vestito da Jackie Robinson - Ritirata il 25 luglio 2007